# Gajusz Memmiusz (konsul 34 p.n.e.)

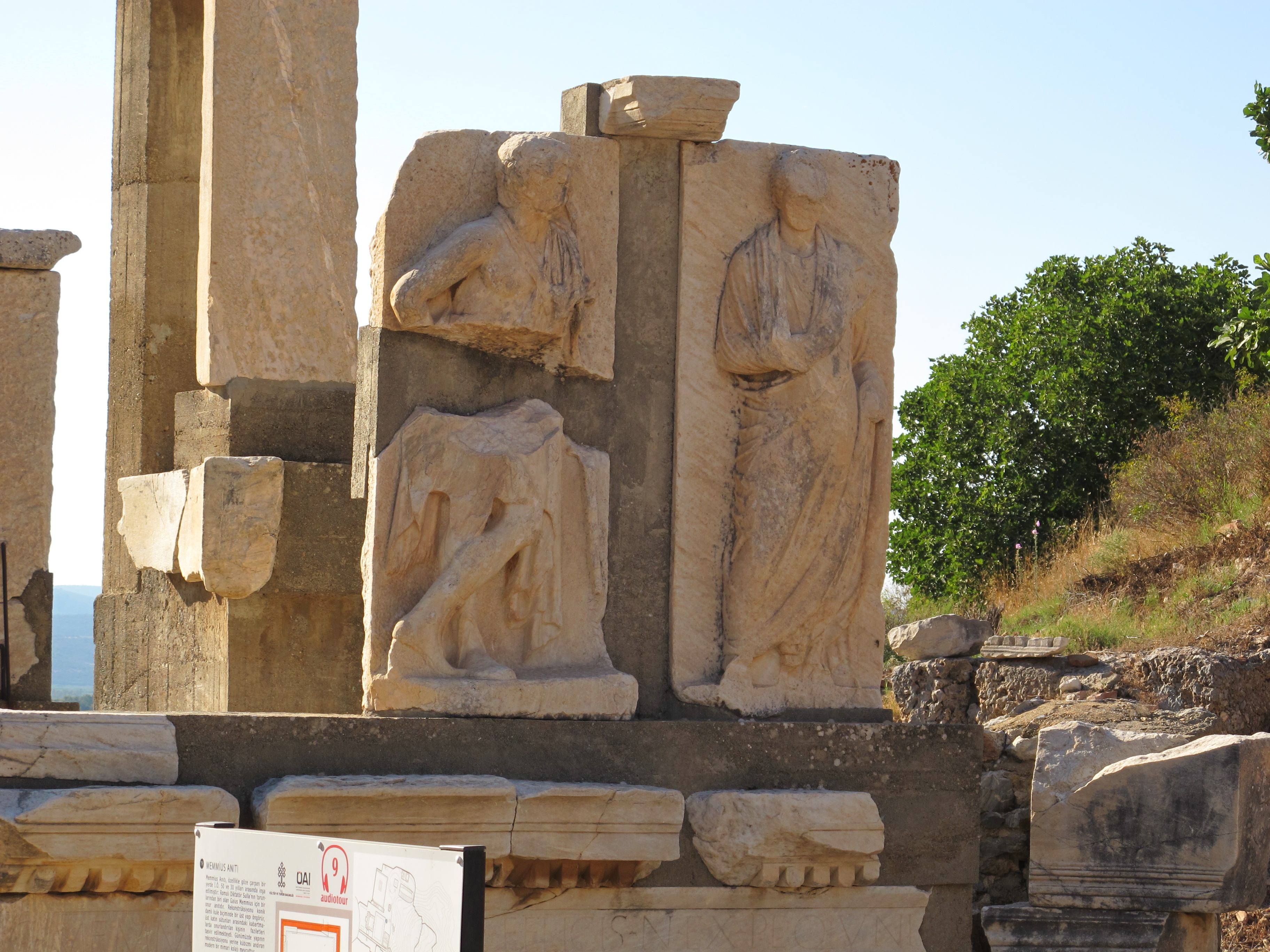
Ruiny monumentu Memmiusza w Efezie.

Gaius Memmius – rzymski polityk z I w. p.n.e., consul suffectus w 34 p.n.e.
Gajusz Memiusz był synem Gajusza Memmiusza, trybuna ludowego z 66 p.n.e. i Kornelii Fausty, córki Sulli. Był trybunem ludowym w 54 p.n.e. Oskarżał Aulusa Gabiniusza, konsula w 58 p.n.e. o nadużycia w zarządzaniu prowincją Syrią oraz Domicjusza Kalwinusa o łapówkarstwo w czasie wyborów konsularnych w 54 p.n.e. Został pasierbem Tytusa Anniusza Milona, który poślubił jego matkę po rozwodzie z Gajuszem Memmiuszem. W 34 p.n.e. został konsulem zastępczym od 1 lipca w miejsce Lucjusza Skryboniusza Libona razem z Lucjuszem Emiliuszem Lepidusem Paullusem. Został mianowany prokonsulem Azji jakiś czas po 30 p.n.e. W czasie sprawowania namiestnictwa postawił w Efezie monument ku czci swego dziadka Sulli.